# Pilot 739 SE
Pilot 739 SE är en svensk lotsbåt som byggdes 1994 som Tjb 739 av Boghammar Marin AB, Lidingö till Sjöfartsverket i Norrköping. Tjb 739 stationerades vid Göteborgs lotsplats. 2000 flyttades båten till Halmstads lotsplats. 2005 döptes båten om till Pilot 739 SE.